# The Universe (semanario)
The Universe (desde mayo de 2020 The Catholic Universe) era un semanario católico vendido en Reino Unido e Irlanda, publicado en formato berlinés por Universe Media Group desde sus oficinas en Mánchester (Inglaterra). El 1 de mayo de 2020, The Universe se fusionó con The Catholic Times dando nacimiento a The Catholic Universe, el único semanario católico nacional del Reino Unido. En su página web se dice que The Universe «permanece fiel a su misión de ser "una luz para guiar al mundo y un espejo para reflejarlo", manteniendo a los católicos informados sobre su fe y acercándolos cada vez más a Dios».  
El primer número de The Universe se publicó el sábado 8 de diciembre de 1860. Su sede estaba entonces en Londres. La portada anunciaba que «se requiere un periódico católico barato». Al vender el periódico por solo un centavo la copia, The Universe dijo que esperaba ser un periódico semanal «al alcance de todas las clases». Sus páginas estaban abiertas a la colaboración de todos los católicos del mundo, como el líder político español José María Gil Robles que en enero de 1937 escribió un artículo defendiendo al bando sublevado de la guerra civil española que hacía seis meses que había empezado.
El jueves 8 de diciembre de 1960, The Universe, «el periódico de la familia católica», celebró su centenario con los retratos en su portada de dos Papas, Pío IX (1860) y Juan XXIII (1960). De esa edición se vendieron 300.000 copias.
El 7 de octubre de 1990, The Universe estableció su sede en Mánchester. En abril de 2015, el periódico trasladó todas sus operaciones al Guardian Print Center en Mánchester, pasando del formato tabloide al formato berlinés como The Guardian. En marzo de 2019, el Guardian Print Center cerró y The Universe se mudó a sus nuevas oficinas en Oakland House, Stretford, Mánchester.